# Nary Ly
Nary Ly (ur. 6 czerwca 1972) – kambodżańska lekkoatletka specjalizująca się w biegach długodystanstowych. Olimpijka.
Ly urodziła się w Kambodży, jednak w wieku 9 lat uciekła z kraju przed Czerwonymi Khmerami. Kolejne kilkanaście lat spędziła we Francji, mieszkając w rodzinie zastępczej. Około 25 roku życia powróciła do swojej ojczyzny, gdzie pracuje jako naukowiec. Pierwszy maraton w życiu ukończyła w 2010 roku w czasie 3 godzin i 30 minut. W listopadzie 2015 roku w Walencji czasem 2:59:42 ustanowiła swój rekord życiowy na tym dystansie. W wieku 44 lat, w sierpniu 2016, jako pierwsza kobieta z Kambodży, wystartowała w olimpijskim maratonie – podczas biegu w Rio de Janeiro uzyskała czas 3:20:20, zajmując 133. pozycję, ostatnią spośród zawodniczek, które ukończyły tę rywalizację.

## Osiągnięcia
| Rok  | Impreza              | Miejsce        | Konkurencja | Pozycja      | Wynik   |
| ---- | -------------------- | -------------- | ----------- | ------------ | ------- |
| 2016 | Igrzyska olimpijskie | Rio de Janeiro | maraton     | 133. miejsce | 3:20:20 |